# Русский научный институт (Берлин)
Ру́сский нау́чный институ́т (Russisches Wissenschaftliches Institut) — учебное, а с 1926 года научное заведение, созданное русскими эмигрантами 17 февраля 1923 года в Берлине. Просуществовало под разными вывесками до 1943 года.

## В Веймарской республике
В 1922 году советское правительство выслало за рубеж около 200 русских учёных и философов, заподозренных в нелояльности. Среди них были известные философы и обществоведы Н. А. Бердяев, Б. П. Вышеславцев, В. В. Зеньковский, И. А. Ильин, Л. П. Карсавин, И. И. Лапшин, Н. О. Лосский, Ф. А. Степун, С. Л. Франк и др. В 1923 году они основали в Берлине Русский научный институт с тремя отделениями — экономики, права и духовной культуры.
В первом параграфе Устава отмечалось, что «Русский Научный Институт в Берлине имеет целью изучение русской духовной и материальной культуры и распространение о ней знаний среди русских и иностранцев, а также содействие русской молодежи для получения высшего образования в Германии».
Существуют определенные противоречия в определении статуса РНИ: иногда историки высшего образования считают его вузом, хотя и не дававшим выпускникам всех прав обычных выпускников германских высших учебных заведений; сами же сотрудники института вполне понимали его научно-просветительский характер. 
Отъезд основной части эмиграции из Берлина и финансовые трудности стали причиной того, что с 1926 года институт сосредоточился на научной и просветительской деятельности.
Первым директором РНИ был инженер В. А. Ясинский (1923—1931), затем его возглавляли С. Л. Франк (1931–1933) и И. А. Ильин (1933–1934).

## В нацистской Германии
С приходом к власти национал-социалистов Русский научный институт 31 июля 1933 года был переведён из ведения Прусского министерства науки, искусства и народного образования в ведение Имперского министерства народного просвещения и пропаганды и продолжал существовать под другими названиями и с другой направленностью до 1943 года. С 1933 по 1935 год он назывался «Общество попечения о Русском научном институте», с 1935 года – «Институт для научного исследования Советского Союза». Последнее переименование было осуществлено, «чтобы исключить любую досадную возможность путаницы с эмигрантской организацией».
Одновременно со сменой названия произошли кардинальные изменения в кадровом составе и в направлении работы института. В этом бывшем учебном заведении русских эмигрантов была также проведена «чистка» по национальному и идеологическому признакам. От сотрудников института потребовали доказательства арийского происхождения; «неарийским» служащим в лучшем случае запретили пользоваться библиотекой, в худшем случае их уволили. Бывшие руководители института профессор  Всеволод Ясинский и профессор Семён Франк вскоре после прихода к власти национал-социалистов были вынуждены уйти из института. Ясинский умер через несколько месяцев после своего увольнения. В 1938 году Франк бежал сначала на юг Франции, а затем в Лондон. Профессор Иван Ильин и профессор Александр Боголепов сначала пытались сотрудничать с национал-социалистами, но вскоре также лишились работы. Ильина обвинили в масонстве и сотрудничестве с большевиками, в результате чего в 1938 году он эмигрировал в Швейцарию.
Официальной задачей бывшего Русского научного института, поставленной министерством народного просвещения и пропаганды и «Антикоминтерном», стало исследование текущей ситуации в Советском Союзе и планов большевиков. С этой целью институт должен был сотрудничать с Антимарксистским семинаром при Германском институте политики. Таким образом, с 1933 года он был поставлен на службу национал-социалистической политике и пропаганде. В конце 1942 – начале 1943 года было принято решение о ликвидации института; его состояние было «завещано» Антикоминтерну.
До 1937 года институт возглавлял Адольф Эрт, а затем публицист Теодор Адамхайт.